# Stuart White
Stuart White är professor vid University of Technology i Sydney. Hans arbete omfattar mångårig forskning om hållbar utveckling.